# Bolitoglossa tzultacaj
Bolitoglossa tzultacaj es una especie de salamandra de la familia Plethodontidae.
Es endémica del departamento de Zacapa, en los bosques de la sierra de las Minas (Guatemala).